# محجوب محمد صالح
محجوب محمد صالح، صحفي سوداني، ويعد عميدا للصحافة في السودانية، رئيس مجلس إدارة ورئيس تحرير صحيفة الأيام السودانية، والتي أسسها في العام 1953م برفقة زميليه بشير محمد سعيد ومحجوب عثمان، ويرأس أيضاً مركز الأيام للدراسات الثقافية والتنمية، أشتهر بعموده أصوات وأصداء الذي يتناول فيه تحليل الوضع السياسي في السودان، والمشاكل التي تواجه المواطن العادي. له العديد من المؤلفات أبرزها سفره القيم تاريخ الصحافة السودانية في نصف قرن، بجانب أضواء على قضية الجنوب وغيرها. نال العديد من الجوائز أهمها جائزة القلم الذهبي، وأنشأت مؤخراجائزة في الفنون الصحفية تحمل إسمه.

## حياته
ولد في 12 أبريل من العام 1928م، في مدينة الخرطوم بحري، وتلقى فيها مراحل تعمليمه الأولية، والمتوسطة، والتحق في العام 1947م بكلية الخرطوم الجامعية، وكان يشغل منصب سكرتير اتحاد الطلاب وقتها. متزوج من السيدة فوزية حسن عبد الماجد وله من الأبناء عادل ونادر وياسر ووائل وسامر، ومن البنات سوسن.[بحاجة لمصدر]

## مسيرته العملية
بدأ محجوب محمد صالح مسيرته العملية بالالتحاق بصحيفة سودان ستار الناطقة باللغة الإنجليزية، في العام 1949م، وعمل أيضاً لفترة وجيزة بصحيفة السودان الجديد. قبل أن يؤسس مع زميليه بشير محمد سعيد ومحجوب عثمان صحيفة الأيام التي صدر أول أعدادها في الثالث من أكتوبر من العام 1953م، وشغل محجوب منصب مدير تحريرها أوان صدورها.
ترأس تحرير صحيفة الأيام بالتناوب مع زميليه المؤسسين.
ترأس تحرير مجلة الحياة الأسبوعية التي كانت تصدر عن دار الأيام للنشر في العام 1957 وحتى العام 1959م.
يرأس مركز الأيام للدراسات الثقافية والتنمية.
وهو من الأعضاء المؤسسين لإتحاد الصحفيين العرب، واتحاد الصحفيين الأفارقة.

## مؤلفاته
- تاريخ الصحافة السودانية في نصف قرن
- أضواء على قضية الجنوب
- مستقبل الديمقراطية في السودان
- دراسات حول الدستور (الجزء الأول).
- دراسات حول الدستور (الجزء الثاني).

## الدرجات والجوائز
منحته جامعة الأحفاد للبنات الدكتوراة الفخرية في العام 2012م
نال جائزة مؤسسة فريدريش إيبرت لحقوق الإنسان بالمشاركة مع أبيل ألير في العام 2004م.
نال جائزة القلم الذهبي نسخة محفوظة 21 أبريل 2019 على موقع واي باك مشين. من الجمعية العالمية للصحف ومقرها في باريس في العام 2005م.
نال جائزة مؤسسة نايت والمركز الصحفي العالمي بواشنطن في العام 2006م.
منحته جامعة الزعيم الأزهري الدكتوراة الفخرية في العام 2006م.
إختاره مجلس أمناء جائزة الطيب صالح العالمية للإبداع الكتابي شخصية العام في 2013م.

## الوفاة
توفي محجوب محمد صالح في 3 شعبان 1445 هـ الموافق 13 فبراير 2024 م عن عمر ناهز السادسة والتسعين.